# Drosophila ophthalmitis
Drosophila ophthalmitis är en tvåvingeart som beskrevs av Léonidas Tsacas 2006. Drosophila ophthalmitis ingår i släktet Drosophila och familjen daggflugor.
Artens utbredningsområde är Kamerun.